# Pierre Michel
Pierre Michel (Toulon, 11 de junio de 1942) es un profesor francés y un académico especializado en el escritor francés Octave Mirbeau.
Hijo del historiador Henri Michel, después de haber defendido una tesis sobre la obra de Octave Mirbeau en la Universidad de Angers, en 1992, fundó un año después, la "Société Octave Mirbeau", de la cual es presidente. También es el fundador y jefe de redacción de los Cahiers Octave Mirbeau.
Biógrafo de Mirbeau, publicó la edición crítica de toda su obra: novelas, obras de teatro, artículos y correspondencia. En octubre del 2003 fue galardonado con el premio Sévigné por su edición del primer volumen de su Correspondance générale.

## Obra
- (en francés) Octave Mirbeau, l'imprécateur au cœur fidèle, biografía, París : Séguier (1990). ISBN 9782877361620

- (en francés) Alice Regnault, épouse Mirbeau : "le sourire affolant de l'éternelle jeunesse" Reims : À l'écart (1994).

- (en francés) Les Combats d’Octave Mirbeau (1995).

- (en francés) Lucidité, désespoir et écriture (2001).

- (en francés) Jean-Paul Sartre et Octave Mirbeau (2005).

- (en francés) Albert Camus et Octave Mirbeau (2005).

- (en francés) Octave Mirbeau et le roman (2005).

- (en francés) Bibliographie d’Octave Mirbeau (2008).

- (en francés) Les Articles d'Octave Mirbeau (2009).
- (en francés) Dictionnaire Octave Mirbeau, L'Âge d'Homme, 2011, 1195 p.